# Dorcadion pararenarium
Dorcadion pararenarium là một loài bọ cánh cứng trong họ Cerambycidae.